# Estació de Gijón
L'estació de Gijón, també coneguda com a Gijón-Sanz Crespo, és l'estació de ferrocarril més important de la ciutat de Gijón, a Astúries. És una estació provisional de caràcter terminal que es va inaugurar el 28 de març de 2011 per substituir les antigues estacions de Gijón-Cercanías i Gijón-Jovellanos.
Té serveis de llarga distància, mitjana distància, regionals i rodalia operats per Renfe tant sobre via ample com sobre via estreta. És l'estació terminal de la línia Venta de Baños-Gijón d'ample ibèric i de les línies Ferrol-Gijón i La Pola Llaviana-Gijón d'ample mètric.
Es troba al carrer Sanz Crespo del barri homònim de Gijón, a prop del palau de Justícia.

## Serveis ferroviaris

### Rodalies
L'estació forma part de la xarxa de Cercanías Asturias integrant-se en les línies C-1, F-4, F-5 i el semidirecte Gijón-Oviedo denominat també F-9. En tots els casos exerceix de terminal.

### Mitjana Distància
| Línia MD | Trens    | Origen/Destinació            |  | Destinació/Origen |
| -------- | -------- | ---------------------------- |  | ----------------- |
| 24       | Regional | León Valladolid-Campo Grande |  | Terminal          |

### Regional (Feve)
| Línia | Trens | Origen/Destinació |  | Destinació/Origen |
| ----- | ----- | ----------------- |  | ----------------- |
| R-1   |       | Ferrol            |  | Terminal          |

### Llarga Distància
| Tren  | Parades Intermèdies | Destinació/origen | Observacions                 |
| ----- | --- | ----------------- | ---------------------------- |
| Alvia | Oviedo · Mieres-Puente · Pola de Lena · León · Sahagún · Palència · Valladolid-Campo Grande · Segovia-Guiomar · Madrid-Chamartín · Madrid-Atocha · Cuenca-Fernando Zóbel · Albacete-Los Llanos · Villena AV                                                    | Alacant-Terminal  | 1 tren diari per sentit      |
| Alvia | Oviedo · Mieres-Puente · Pola de Lena · León · Palència · Valladolid-Campo Grande · Madrid-Chamartín · Madrid-Atocha · València-Joaquim Sorolla · Sagunt · Castelló de la Plana · Benicàssim                                                                   | Orpesa            | 6 trens setmanals per sentit |
| Alvia | Oviedo · Mieres-Puente · Pola de Lena · La Robla · León · Sahagún · Palència · Burgos-Rosa de Lima · Miranda de Ebro · Vitòria · Pamplona · Tafalla · Tudela de Navarra · Saragossa-Delicias · Lleida Pirineus · Camp de Tarragona                             | Barcelona-Sants   | 6 trens setmanals per sentit |
| Alvia | Oviedo · Mieres-Puente · Pola de Lena · León · Sahagún · Palència · Valladolid-Campo Grande · Segovia-Guiomar | Madrid-Chamartín  | 3/4 trens diaris per sentit  |
| Alvia | Oviedo · Mieres-Puente · León · Sahagún · Palència · Valladolid-Campo Grande · Madrid-Chamartín · Madrid-Atocha · Ciudad Real · Puertollano · Córdoba Central · Sevilla-Santa Justa · Jerez de la Frontera · El Puerto de Santa María · San Fernando-Bahía Sur | Cádiz             | 1 tren diari per sentit      |